# Robert Christopher Riley
Robert Christopher Riley (ur. 11 października 1980 w Nowym Jorku) – amerykański aktor telewizyjny, filmowy i teatralny.

## Życiorys

### Wczesne lata
Urodził się w Brooklynie w stanie Nowy Jork. Uczęszczał na Uniwersytet Lehigh w Bethlehem w stanie Pensylwania, gdzie uzyskał tytuł Bakalaureat na wydziale teatralnym.

### Kariera
Podczas studiów został obsadzony w roli Waltera Lee w spektaklu Lorraine Hansberry Rodzynek w słońcu (A Raisin in the Sun). Później wystąpił w kilku niezależnych filmach, a także dorabiał jako model, wziął udział w licznych reklamach i pojawił się w reklamach drukowanych.
W 2006 roku przyjął rolę w przedstawieniu Augusta Wilsona Płoty (Fences), a później w drugiej inscenizacji Augusta Wilsona Joe Turner Come and Gone w Baltimore Center Stage. W 2008 roku, Riley w zastępstwie dostał rolę Bricka w broadwayowskiej produkcji Kotka na gorącym blaszanym dachu.
W 2013 pojawił się jako Terrence Wall w serialu VH1 Hit the Floor.
W marcu 2017 przyjął rolę Michaela Culhane, lojalnego szofera rodziny Carringtonów w serialu The CW Dynastia.

## Filmografia

### Filmy fabularne
- 2012: Dziedzictwo Bourne’a jako Outcome-6
- 2014: Seasons of Love (TV) jako Miles
- 2016: Destined jako Cal / Calvin
- 2017: Walk Away from Love jako Andre

### Seriale TV
- 2009: Siostra Jackie jako policjant
- 2009: Prawo i porządek: Zbrodniczy zamiar jako Cleon Lewis
- 2009: Bananowy doktor jako sanitariusz
- 2010: Victoria znaczy zwycięstwo jako Derrick
- 2011: Białe kołnierzyki jako młody Jefferies
- 2012: Siostra Jackie jako policjant
- 2017: Elementary jako Michael Culhane
- 2017: Dynastia (Dynasty) jako  Michael Culhane